# Rocket to Russia (Ramones)
Rocket to Russia è il terzo album del gruppo punk Ramones, uscito nel 1977.

## Descrizione
L'album contiene un mix differente di Sheena Is a Punk Rocker, in precedenza già pubblicata sulla versione USA del loro secondo lavoro Leave Home in sostituzione della censurata Carbona Not Glue.
Sheena Is a Punk Rocker è stata scritta da Joey Ramone e dedicata ad una fan del punk. Anch'essa, come Rockaway Beach, adotta uno stile musicale riconducibile al Surf rock.
Rockaway Beach, scritta da Dee Dee Ramone, narra dell'omonima spiaggia nel Queens a New York.
La canzone I Don't Care fu originariamente registrata come una demo nel primo album della band.
La canzone Surfin' Bird è una cover della originale dei Trashmen. Do You Wanna Dance? è una cover dell'originale di Bobby Freeman, scritta da quest'ultimo nel 1958, ma probabilmente meglio conosciuta come dei Beach Boys.
Nel 2001 la Rhino Records ha ripubblicato l'album in edizione espansa. In aggiunta alle tracce originali rimasterizzate, sono state incluse anche versioni alternative dei brani e B-side varie del periodo.

### Origine
Nell'estate del 1977, Sheena Is a Punk Rocker venne pubblicata su singolo, essendo una outtake del precedente album della band Leave Home. Questo fu un periodo estremamente significativo per il punk rock in generale, in quanto ci fu l'iniziale ondata di gruppi punk underground di New York che firmarono un contratto discografico. Il CBGB e il Max's Kansas City, due celebri locali newyorchesi dell'epoca dove si esibivano gruppi punk, iniziarono a riscuotere sempre maggior successo e videro aumentare l'affluenza di pubblico in maniera esponenziale.

### Registrazione e produzione
Le sessioni di registrazione iniziarono il 22 agosto 1977, e si svolsero ai Media Sound Studios di Manhattan, sede di una precedente Chiesa Episcopale. Il primo giorno di lavoro, il chitarrista Johnny Ramone portò in studio una copia del singolo dei Sex Pistols God Save the Queen, rimarcando il fatto di come volesse una produzione molto più accurata rispetto a quella del disco dei Pistols.

## Tracce
Tutte le tracce sono state scritte dai Ramones tranne ove specificato
1. Cretin Hop - 1:56
2. Rockaway Beach - 2:06
3. Here Today, Gone Tomorrow - 2:49
4. Locket Love - 2:11
5. I Don't Care - 1:39
6. Sheena Is a Punk Rocker - 2:49
7. We're a Happy Family - 2:30
8. Teenage Lobotomy - 2:01
9. Do You Wanna Dance? - 1:55 - (Bobby Freeman)
10. I Wanna Be Well - 2:28
11. I Can't Give You Anything - 2:01
12. Ramona - 2:35
13. Surfin' Bird - 2:36 - (White/Frazier/Harris/Wilson) (The Trashmen Cover)
14. Why Is It Always This Way? - 2:15

### Tracce Bonus
- Nella ristampa rimasterizzata dell'album sono comprese anche:

1. Needles & Pins (early version)" (Sonny Bono / Jack Nitzsche) – 2:24
2. Slug (demo) (Joey Ramone) – 2:23
3. It's a Long Way Back to Germany (UK B-side) – 2:22
4. I Don't Care (single version) – 1:40
5. Sheena Is a Punk Rocker (single version) – 2:48

## Formazione
- Joey Ramone - voce
- Johnny Ramone - chitarra
- Dee Dee Ramone - basso e voce d'accompagnamento
- Tommy Ramone - batteria

## Accoglienza
| Recensione | Giudizio       |
| ---------- | -------------- |
| AllMusic   | [ 1 ]          |
| Ondarock   | Pietra Miliare |

Nel 1978 l'album raggiunse la posizione numero 49 della classifica Billboard, divenendo uno dei più notevoli successi del gruppo. 
L'album si trova al 106º Posto nella lista dei 500 migliori album secondo Rolling Stone versione 2003.

## Classifiche
| Classifica (2021) | Posizione massima |
| ----------------- | ----------------- |
| Grecia            | 33                |